# تری پلانک
تری پلانک (انگلیسی: Terry Plank؛ زادهٔ ۱۸ اکتبر ۱۹۶۳) یک زمین‌شناس و آتشفشانشناس اهل ایالات متحده آمریکا است. او پروفسور در علوم زمین‌شناسی در دانشکده کلمبیا، دانشگاه کلمبیا در نیویورک بوده و دارنده جایزه مک‌آرتور فلاز پروگرام است. تحقیقات این دانشمند بیشتر بر روی کوه‌های آتشفشانی و ماگما (مواد مذاب درون زمین) بوده است. از لحاظ جغرافیایی تحقیقات او در محدود حلقه آتش نظیر کشورهای نیکاراگوئه، فیلیپین، ایسلند، ایالت‌های جنوب غربی آمریکا و جزایر الوشن بوده است.